# Джейн, Кори
Кори Стивен Джейн (англ. Cory Steven Jane; род. 8 февраля 1983, Лоуэр-Хатт) — новозеландский регбист. Впервые появился в составе сборной Новой Зеландии в 2008 году, играет на позиции правого вингера (правого крыльевого) или фуллбэка (замыкающего). В 2011 году Джейн как игрок резерва был приглашен в сборную, готовившуюся к Кубку трёх наций. Через несколько недель он попал в состав, представлявший Новую Зеландию на Чемпионате мира.

## Карьера
Джейн выступает за «Веллингтон» в Кубке ITM и за «Харрикейнз» в чемпионате Супер Регби (бывшая Супер12/14). Перед этим он выступал за «Хокс-Бей» и был членом сборной Новой Зеландии по регби-7, которая в 2006 году выиграла золотые медали на Играх Содружества. Также представлял сборную маорийских аборигенов Новой Зеландии. Был членом сборной Новой Зеландии, которая выиграла кубок мира по регби 2011 года.
В мире регби Джейн известен своим фэндом левой рукой и стремительными прорывами на фланге.
Он также является основателем YouTube-шоу Room Raiders — юмористической программы, в которой рассказывается о буднишних делах и предпочтениях других игроков национальной сборной.
В 2012 году он играл на позиции крыльевого в «Харрикейнз». Из-за травмы он не был включен в состав сборной во время июньской трехматчевой серии против сборной Ирландии, но был снова приглашен в сборную для участия в Чемпионате регби 2012. В начале 2013 года Джейн получил серьезное повреждение передней крестообразной связки колена, 27 марта перенес хирургическую операцию. Предполагается, что из-за травмы он пропустит большую часть сезона 2013 года.